# إيرني سميث (لاعب كرة قاعدة أمريكي)
إيرني سميث (بالإنجليزية: Ernie Smith) هو لاعب كرة قاعدة أمريكي، ولد في 11 أبريل 1931 في Crystal, West Virginia ‏ في الولايات المتحدة، وتوفي في 22 مايو 2012 في ويثفيل في الولايات المتحدة.